# Meu Grito de Amor
"Meu Grito de Amor" é uma canção gravada em 1999 pelo cantor brasileiro Leonardo com participação especial de Alan Jackson, presente no álbum Tempo, porém não foi single do álbum. Em 2010, o cantor brasileiro Eduardo Costa regravou a mùsica para o seu álbum ao vivo Ao Vivo: De Pele, Alma e Coração (2010). A música conta com a participação da compatriota Paula Fernandes.

## Desempenho nas tabelas musicais
| Tabela (2011)                   | Melhor posição |
| ------------------------------- | -------------- |
| Brasil (Brasil Hot 100 Airplay) | 3              |

## Certificação
| País          | Certificação | Data | Certificado de vendas |
| ------------- | ------------ | ---- | --------------------- |
| Brasil - ABPD | Ouro         | 2013 | 50.000                |